# 1421년

## 연호
- 명(明) 영락(永樂) 19년
- 일본(日本) 오에이(応永) 28년

## 기년
- 명(明) 성조 영락제(成祖 永樂帝) 19년
- 조선(朝鮮) 세종(世宗) 3년

## 사건
- 류큐왕조가 건설됨

## 사망
- 조선의 문신 여계
- 4월 10일 - 조선 태조의 4왕자 회안대군.